# Aïn M'lila
Aïn M'lila (em árabe: عين مليلة) é uma comuna localizada na província de Oum El Bouaghi, Argélia. Segundo o censo de 2008, a população total da cidade era de 88 441 habitantes.